# Zentai

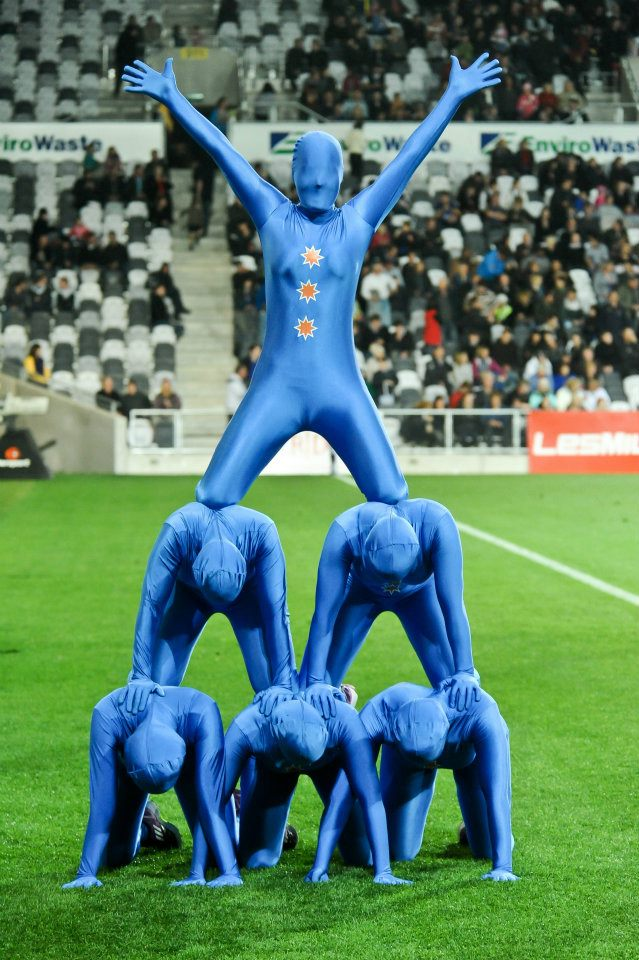
Artisten im Lycra-Anzug

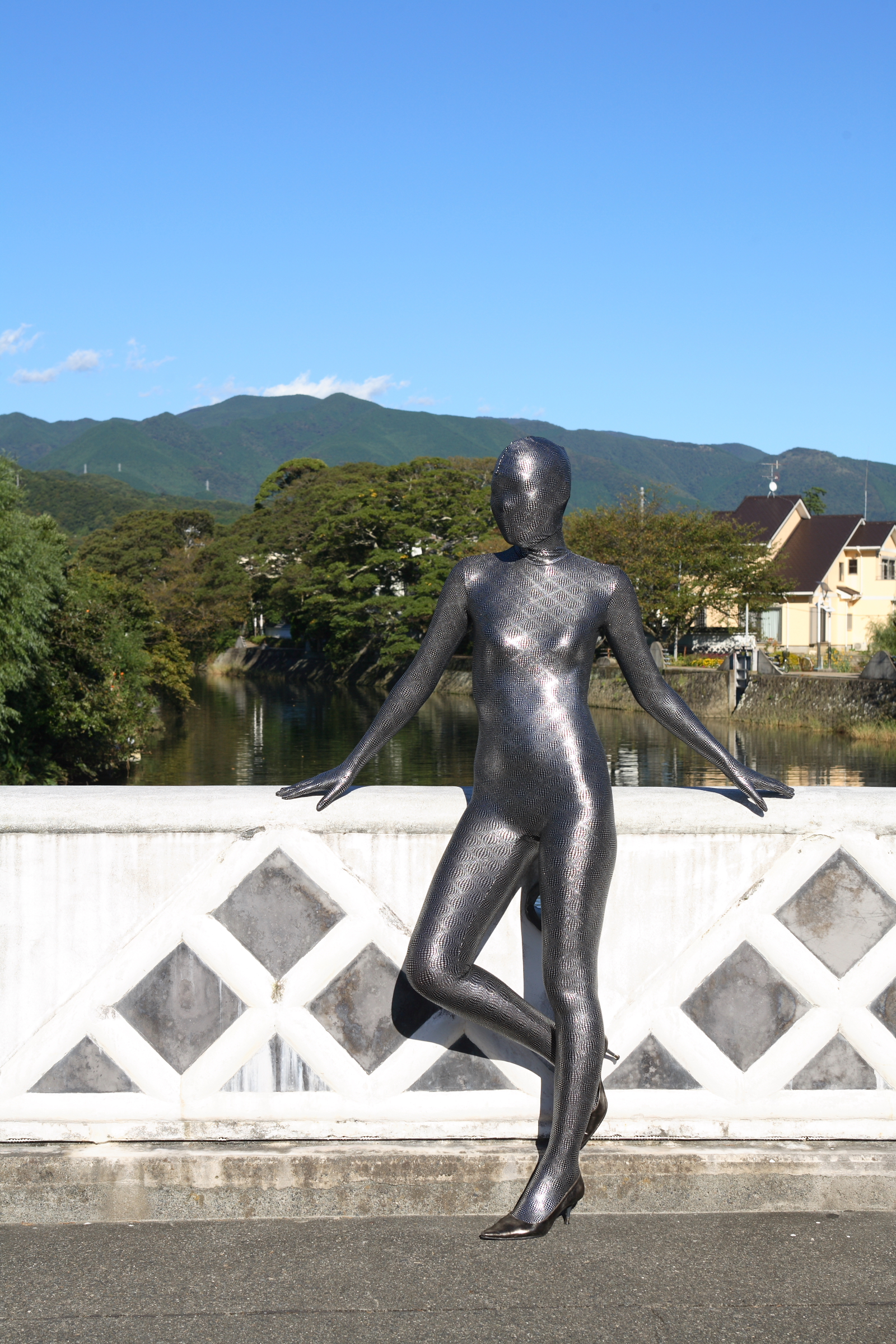
Zentai in der Öffentlichkeit

Ein Zentai (jap. 全タイ, von Zenshin Tights 全身タイツ, Zenshin taitsu, deutsch „Ganzkörper-Strumpfhose“) ist ein sehr enganliegender Ganzkörperanzug, der auch Kopf, Hände und Füße (manchmal auch einzelne Zehen) umfasst. Der Begriff ist eine eingetragene Marke der Firma Fets-Fash. Zentais bestehen meistens aus dehnbaren Materialien wie Nylon oder Elastan, Mikrofasern, Samt, Baumwolle, Wolle oder anderen Stoffen. Anzüge, die den Kopf nicht umhüllen, werden als Catsuit bezeichnet.

## Verwendung
Zentais finden unter anderem Verwendung in Theater und Ballett. Die minimalistische und oft einfarbige Bekleidung soll die Persönlichkeit und Gestalt des Darstellers in den Hintergrund treten lassen, um so die Rolle oder den Tanz an sich hervorzuheben. Traditionelle japanische bunraku-Puppenspieler tragen enganliegende, schwarze Zentais, um vor dem schwarzen Hintergrund „unsichtbar“ zu werden und damit die Illusion der sich bewegenden Puppen zu verstärken. Ähnliche Anzüge können in der Bild- und Filmtechnik dazu dienen, Personen ganz oder teilweise über Farbersetzungsverfahren „unsichtbar“ zu machen (Bluescreen-Technik mit umgekehrter Wirkung).
Im Gegensatz dazu tragen Artisten häufig bunte oder gemusterte Zentais, um Muskeln und den Körperbau möglichst sichtbar zu modellieren. In der Cosplay-Szene finden Zentais Verwendung, um einen Charakter möglichst originalgetreu darzustellen.
Dem Träger ist es möglich, eingeschränkt aus dem Anzug heraus zu sehen und auch durch das Gewebe hindurch zu trinken.
Verbreitung zum Beispiel auf Partys, Sportveranstaltungen und Musikfestivals finden die Anzüge als sogenannte Morphsuits, die seit 2009 von einem in Edinburgh ansässigen Unternehmen hergestellt werden. Die Anzüge sind in verschiedenen meist auffälligen Farben oder mit Motiven wie zum Beispiel Landesflaggen erhältlich. Ein interessanter Aspekt für den Träger dabei ist die Möglichkeit, sich unerkannt ausleben zu können.

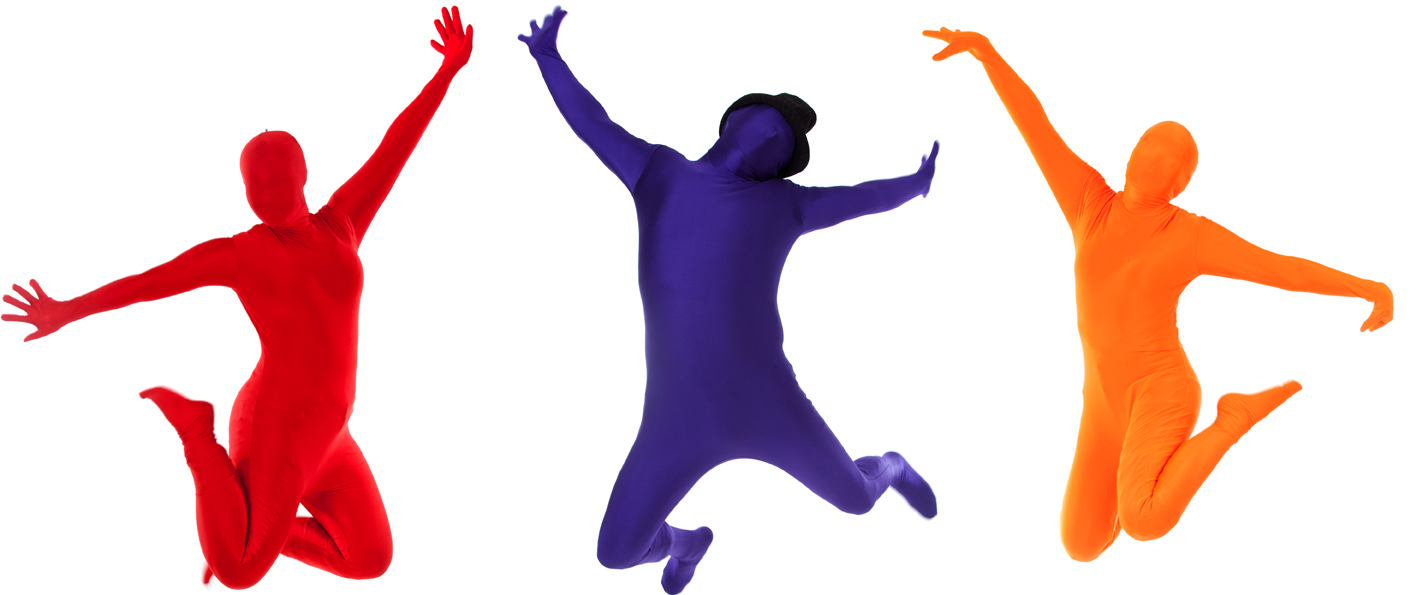
Drei Menschen in Zentais (Morphsuits)

## BDSM und Fetischismus
Zentais sind auch im Umfeld des Fetischismus, in Verbindung mit exhibitionistischen Neigungen zu finden.
In einem BDSM-Szenario kann ein Zentai zur generellen Entpersönlichung eingesetzt werden, um die Hemmschwelle des aktiven Partners (Top), vergleichbar des Einsatzes einer Maske oder Haube, bei der Ausführung von Aktionen zu senken. Gesundheitliche Risiken sind akute Atemnot (die verwendeten Stoffe sind in durchnässtem Zustand luftundurchlässig) (vgl. Atemkontrolle) und Unterkühlung des Trägers.